# Harry Everett Smith
Pour les articles homonymes, voir Harry Smith.
Harry Smith, né le 29 mai 1923 à Portland (Oregon) et mort le 27 novembre 1991 à New York, était un artiste américain. Ses activités et ses intérêts l'ont placé au centre de l'avant-garde américaine de la deuxième moitié du XXe siècle. Bien que plus connu en tant que cinéaste et musicologue, il se qualifiait avant-tout de peintre et ses divers projets faisaient aussi bien appel à ses connaissances d'anthropologue que de linguiste, ou encore de traducteur. Il a gardé toute sa vie durant un intérêt particulier pour l'occulte et les champs de connaissance ésotériques, l'amenant à parler de son art en termes alchimiques et cosmologiques.

## Biographie
Harry Smith a passé son enfance dans le Nord-Ouest Pacifique. Son père, Robert James Smith était gardien pour l'entreprise locale qui produisait du saumon. Sa mère, Mary Louise, était institutrice sur la réserve indienne des Lummi. Le grand-père de Robert Smith fut un important franc-maçon et Général durant la guerre civile. Les parents d'Harry étaient théosophes et l'ont exposé à un grand nombre d'idéologies panthéistes, ce qui a pu nourrir son intérêt pour les spiritualités non-orthodoxes, la religion comparée, ou encore la philosophie. À l'âge de 15 ans déjà, Harry passait la plupart de son temps à enregistrer toutes sortes de chants et rituels lummi ou samish et rédigeait un dictionnaire qui regroupait la plupart des dialectes de la région de Puget Sound. Il est par la suite devenu spécialiste de la langue des signes des Kiowa et du Kwakiutl, qu'il parlait couramment. En parallèle à son développement de complexes systèmes de transcription, il a, au fil du temps, collecté une somme considérable d'objets sacrés religieux, inaugurant l'une de ses nombreuses activités de collectionneur fétichiste. 
Smith a étudié l'anthropologie à l'Université de Washington pendant cinq semestres, entre 1943 et 1944. Après un voyage à Berkeley, durant lequel il assista à un concert de Woody Guthrie, il y rencontra des artistes et des intellectuels de la communauté bohémienne de San Francisco, et se mit à expérimenter la marijuana pour la première fois. Il se décida à quitter l'université en prétextant qu'il ne trouverait jamais le type de stimulation intellectuelle qu'il recherchait dans sa vie étudiante.

## Les années d'après-guerre: un cinéaste expérimental
C'est à San Francisco que Smith a commencé à se forger la réputation de l'un des pionniers du cinéma expérimental américain. Ses films étaient régulièrement projetés dans le cadre du programme Art in Cinema organisé par Frank Stauffacher au San Francisco Museum of Modern Art. Non seulement Smith se lia d'amitié avec d'autres cinéastes avant-gardistes de la Bay Area, comme Jordan Belson ou Hy Hirsh (en), mais faisait fréquemment le déplacement jusqu'à Los Angeles pour admirer les films d'Oskar Fischinger, Kenneth Anger, et bien d'autres expérimentateurs sud-californiens. Smith développa par la suite ses propres méthodes d'animation, usant à la fois de techniques de collages en stop motion, mais allant aussi jusqu'à peindre directement sur la pellicule. Un seul film prenait souvent des années de travail laborieux et précis. Même si un nombre réduit d'autres cinéastes employaient déjà le même processus d'image par image, peu atteignaient la complexité de composition, de mouvement, et des intégrations caractérisant l'œuvre de Smith. Ses films ont été interprétés comme une plongée dans les méandres des processus mentaux à l'œuvre dans la conscience et l'inconscient, et il est reconnu comme un précurseur du psychédélisme des années 1960 grâce à sa fusion unique des couleurs et des sons. Smith évoquait d'ailleurs parfois ses films comme des exemples de synesthésie, qui se veut être la recherche d'une correspondance de certaines couleurs avec certains sons, et de certains sons avec certains mouvements.
Il serait difficile de séparer les films de Smith de ses peintures, deux champs dans lesquels il était aussi bien influencé par le travail abstrait de Kandinsky et d'autres artistes qui formaient l'essentiel de la collection du Museum of Non-Objective Painting de New York (renommé par la suite Guggenheim Museum). Smith se lia avec Hilla Rebay, la directrice du musée, laquelle s'arrangea pour que Smith reçoive la Bourse Solomon Guggenheim à New York en 1950. Il déménagea définitivement à New York au début des années 1950. Par manque d'argent, il proposa à Folkways Records de leur vendre son énorme collection de vinyles de musique folk américaine. Plutôt que d'accepter, Moses Asch, le président du label, proposa à Smith d'éditer sa collection sous la forme d'une anthologie.

## Le musicologue, le collectionneur
C'est donc en 1952 que Folkways sortit la fameuse Anthology of American Folk Music, étalée sur plusieurs volumes. L'Anthologie était entièrement composée d'enregistrements sortis entre 1927 (année charnière qui rendit l'enregistrement électronique possible et permit ainsi d'avoir un rendu fidèle) et 1932. Répartis sur trois volumes comprenant deux disques chacun, les 84 pistes de l'anthologie ont eu un impact majeur dans le nouveau pic de popularité qu'a connu la musique folk dans les années 1950 et 60. Mais la musique traditionnelle américaine n'était que l'une des facettes du Smith musicologue. Dès la fin des années 1940, c'est un passionné de jazz, qui va jusqu'à créer des tableaux qui sont des transcriptions note par note de certaines musiques. Il a passé le gros des années 1950 en compagnie de pionniers du jazz tels que Charlie Parker, Dizzy Gillespie ou encore Thelonious Monk. Dans les années 1960 et 70, Smith continue de s'investir dans de nouvelles sorties musicales, comme en témoigne son rôle de producteur du premier album des Fugs en 1965. Ses affinités avec quelques-unes des plus importantes figures des écrivains de la Beat generation l'amena à sortir l'album First Blues par Allen Ginsberg en 1976, ainsi que des enregistrements jusque-là inconnus de la poésie de Gregory Corso et des chansons de Peter Orlovsky. Smith a aussi passé une partie de cette période en compagnie de tribus amérindiennes, ce qui le porta à enregistrer et sortir les chants des rituels du Peyotl des Kiowa (Kiowa Peyote Meeting, Folkways, 1973).
Le large éventail de passions qui occupèrent Smith durant toute sa vie se traduisit en un nombre démesuré de collections. Il fit don de la plus importante collection d'avions en papier du monde au National Air and Space Museum de la Smithsonian Institution. Il collectionnait également les textiles des Séminoles, et les œufs de Pâques ukrainiens. Il se considérait également comme une référence en matière de figures réalisées avec des cordes, ayant assimilé ou créé des centaines de formes acquises au cours de ses voyages dans le monde.
Smith a passé ses dernières années (1988-1991) comme « shaman en résidence » au Naropa Institute, où il a donné toute une série de conférences, pendant qu'il travaillait sur des projets sonores, et continuait ses occupations de collectionneur et de chercheur. En 1991, il s'est vu attribuer un Chairman's Merit Award, lors de la cérémonie des Grammy Awards, pour sa contribution à la musique folk américaine. La récompense en main, il s'exclama « Je suis heureux de pouvoir affirmer que mes rêves sont devenus réalité. J'ai vu l'Amérique changer à travers la musique. »
Harry Everett Smith est mort à l'hôtel Chelsea le 27 novembre 1991.

## Filmographie
- 1957-1962 : Heaven and Earth Magic
- 1967 : Oz: The Tin Woodman's Dream
- 1980 : Mahagonny

## Écrits
- (en) Think of the self speaking : Harry Smith, selected interviews, Elbow/Cityful Press, 1999 (OCLC 39936093)